# Флаг Уршельского
Флаг муниципального образования посёлок У́ршельский (сельское поселение) Гусь-Хрустального района Владимирской области Российской Федерации — опознавательно-правовой знак, служащий официальным символом муниципального образования.
Флаг утверждён 26 мая 2011 года и 2 ноября 2011 года внесён в Государственный геральдический регистр Российской Федерации с присвоением регистрационного номера 7150.

## Описание
«Прямоугольное полотнище жёлтого цвета с отношением ширины к длине 2:3, воспроизводящее композицию герба посёлка Уршельский в зелёном и белом цветах».
Геральдическое описание герба гласит: «В золотом поле, выходящая вписанная зелёная ель, обременённая серебряным графином с таковой же пробкой».

## Обоснование символики
Флаг языком символов и аллегорий отражает исторические и природные особенности посёлка Уршельского.
Посёлок Уршельский основан в XIX веке при Уршельском стекольном заводе (изначально Уршельской хрустальной фабрике), построенной Сергеем Акимовичем Мальцевым. Во Владимирских губернских ведомостях писали: «Во Владимирской губернии заводов находится хрустальных 4 и стекольных 16. Но из самых лучших хрустальных и стекольных заводов почитается… гвардии корнета Сергея Мальцова. На нём бывает лучшая отделка различной хрустальной посуды, которая не уступает даже аглицкой. Особенно сей завод славится отделкой посуды, так называемой брильянтовой».
На флаге стекольный завод, являющийся градообразующим предприятием, отражён хрустальным графином и жёлтым полем, символизирующем песок, из которого рождается стекло.
Посёлок Уршельский расположен в Мещёрской низменности — особой природно-климатической зоны, на территории которой расположены ряд заказников и заповедников. Зелёные ели символизируют природное богатство Уршельской земли.
Зелёный цвет — символ природы, здоровья, молодости, жизненного роста.
Белый цвет (серебро) — символ чистоты, совершенства, мира и взаимопонимания.
Жёлтый цвет (золото) — символ урожая, богатства, стабильности, уважения и интеллекта

## История
В целях патриотического воспитания граждан муниципального образования посёлок Уршельский, формирование чувства глубокого уважения к истории и традициям, повышения гражданского самосознания, решением Совета народных депутатов муниципального образования посёлок Уршельский от 21 марта 2011 года № 8, с марта по апрель 2011 года был проведён открытый конкурс по разработке символики — герба и флага муниципального образования посёлок Уршельский.
По результатам конкурса был выбран проект Александра Лаптева, доработанный Союзом геральдистов России и утверждённый решением Совета народных депутатов посёлка Уршельский от 26 мая 2011 № 31.